# James i el préssec gegant
James i el préssec gegant (títol original en anglès: James and the Giant Peach) és una obra de l'escriptor britànic Roald Dahl publicada per primera vegada el 1961. El 1995 Henry Selick va dirigir una pel·lícula d'animació basada en el llibre, en Tim Burton en va ser un dels productors.

## Sinopsi
En James Henry Trotter és orfe després que els seus pares hagin estat devorats per un rinoceront escapat d'un zoo durant una visita a Londres. És acollit a casa de les seves vils tietes, qui el tracten malament.
Un dia, en James troba un ancià que li dona una bosseta plena de petites pedres verdes màgiques, que li donaran coses meravelloses si se les menja. Però en James ensopega i vessa sense voler el contingut del sac prop d'un vell presseguer. L'endemà, un préssec gegant penja de l'arbre. Les tietes aprofiten per cobrar entrada a la gent per veure'l.
Una nit, en James descobreix un túnel dins el préssec, i hi entra, arribant fins al pinyol, i hi descobreix insectes gegants (un cuc de terra, un saltamartí, un centpeus, una aranya i una marieta, i després un cuc de seda i una cuca de llum) a l'interior. Aviat es fan amics, i en James parteix a l'aventura dins el préssec, rodolant per la terra, navegant pel mar i volant entre els núvols.

## Altres obres de l'autor
- Charlie i la fàbrica de xocolata
- Les bruixes
- Matilda
- Històries de fantasmes
- The Great Automatic Grammatizator